# Protectorado de Bohemia y Moravia
El protectorado de Bohemia y Moravia (en alemán, Reichsprotektorat Böhmen und Mähren; en checo, Protektorát Čechy a Morava) fue un protectorado de la Alemania nazi compuesto en su mayoría por los territorios de la actual República Checa menos los Sudetes. Fue establecido el 16 de marzo de 1939 por Adolf Hitler desde el Castillo de Praga después de la ocupación alemana de Checoslovaquia.

## Antecedentes
Los Sudetes, localizados en la frontera checa con Alemania y Austria, detrás de las montañas del mismo nombre, habían estado poblados por alemanes étnicos desde el siglo XIII, los alemanes de los Sudetes. Después de la I Guerra Mundial, al desmembrarse el Imperio austrohúngaro, la mayoría alemana de la región solicitó su anexión a Alemania. No obstante, los miembros de la Entente Cordiale, formaron el estado checoslovaco e incluyeron la región de los Sudetes dentro de su territorio. Los alemanes étnicos en Austria y Checoslovaquia se rebelaron, formando la República de Austria Alemana, cuyo objetivo final era la unificación de este estado con Alemania. Las tropas checoslovacas reprimieron a los alemanes de los Sudetes y en el Tratado de Saint-Germain-en-Laye se prohibió la anexión de Austria a Alemania, además, se ratificaron las fronteras existentes de Checoslovaquia.
Con la llegada de los nazis al poder en Alemania, se formó el Partido Nacionalsocialista de los Sudetes Alemanes (SdP) en Sudetenland, ya que el Partido Nazi fue prohibido en Checoslovaquia. El líder de este Partido, Konrad Henlein, formó una alianza secreta con Hitler, para que las demandas de Henlein estuviesen coordinadas con maniobras militares alemanas en la frontera. De esta manera, cuando el SdP empezó a incrementar el número de protestas y demandas, Alemania movilizó sus tropas a las fronteras checoslovacas, disparando la Crisis de los Sudetes.

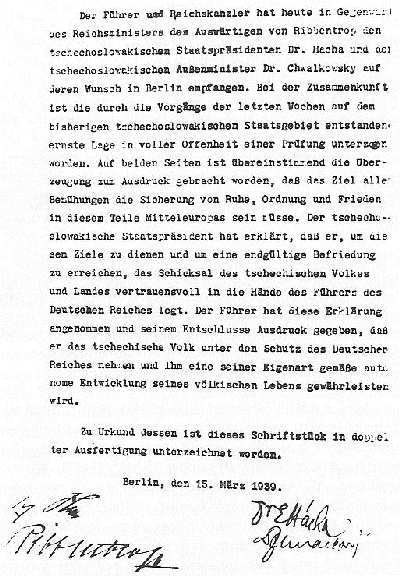
Proclamación del protectorado, 15 de marzo de 1939.

Las potencias occidentales, Reino Unido y Francia, establecieron contactos diplomáticos con Alemania para evitar la guerra, cediendo en casi todos los campos. De esta manera, el 29 de septiembre de 1938 se firmaron los Acuerdos de Múnich, permitiendo la ocupación de los Sudetes. El gobierno checoslovaco de Edvard Beneš no estuvo presente en las negociaciones de Múnich, y aunque contaba con un ejército moderno, Beneš rehusó ir a la guerra sin apoyo francés y británico. Al día siguiente, Beneš cedió ante Alemania también, y el 1 de octubre se inició la ocupación alemana de los Sudetes, que concluiría el 10. El premier británico, Neville Chamberlain regresó eufórico a Inglaterra, clamando haber garantizado la paz en Europa por muchos años más, no obstante, suele aceptarse que Hitler jamás pensó cumplir el acuerdo firmado. Como anécdota en tal sentido podría citarse que Hitler se refiriera en privado a Chamberlain como: «un simpático viejito al que le di mi autógrafo en Múnich». Por su parte, Beneš renunció el 5 de octubre y se auto-exilió en Londres. Ese mismo día, Jozef Tiso, apoyado por todos los partidos eslovacos excepto el socialdemócrata, forzó un gobierno autónomo eslovaco dentro de Checoslovaquia, y el 14 de marzo de 1939, la Dieta eslovaca declaró el nacimiento del Estado Eslovaco.

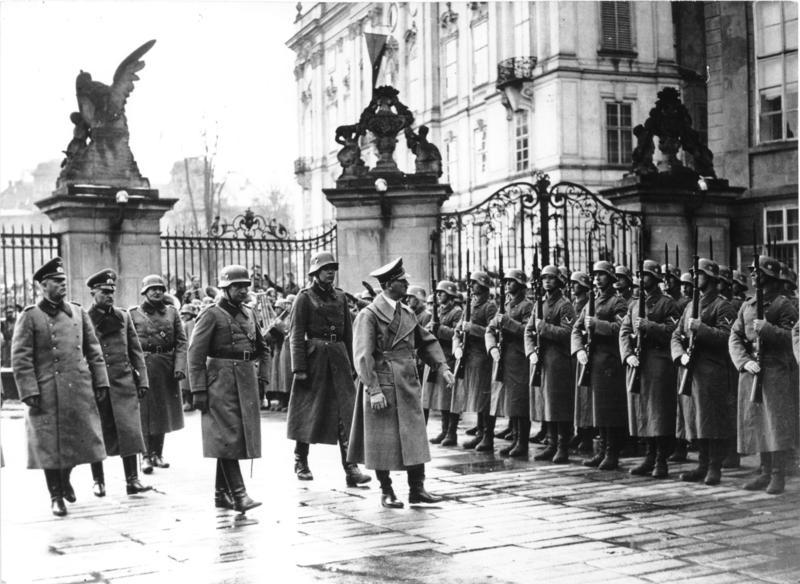
Hitler pasa revista a la guardia de honor en el castillo de Praga, 15 de marzo de 1939

En la madrugada del 15 de marzo, el presidente checoslovaco Emil Hácha fue invitado a la Cancillería del Reich, recién inaugurada, en Berlín. Allí, Hitler y Göring lo amenazaron con bombardear Praga a menos que el ejército checoslovaco se rindiera. La maniobra funcionó, y en la mañana de ese mismo día, las tropas alemanas entraron sin resistencia a Bohemia y Moravia. Al día siguiente, desde el Castillo de Praga, Hitler proclamó la creación del Protectorado de Bohemia y Moravia.

## Vida en el Protectorado
El Protectorado de Bohemia y Moravia fue colocado bajo la supervisión del Reichsprotektor, Freiherr Konstantin von Neurath. Emil Hácha permaneció nominalmente con el cargo de jefe de Estado bajo el nombre de Presidente de Estado. No obstante, departamentos de oficiales alemanes ejecutaron la función de los gabinetes ministeriales, mientras que pequeñas entidades alemanas ejercieron el control local. La Gestapo asumió el papel de policía.
Los judíos perdieron su condición de ciudadanos, quedando legalmente en un estrato inferior al resto de la población, mientras que los alemanes étnicos residentes en los Sudetes quedaron convertidos en ciudadanos alemanes (para lo cual los Sudetes se convirtieron en un nuevo Gau alemán). Mientras tanto, los alemanes étnicos del resto del territorio quedaron convertidos en grupo privilegiado del nuevo régimen (aunque no como ciudadanos del Tercer Reich) y se les confiaron todos los cargos administrativos, ya sea en la dirección política o económica. 
Los partidos políticos fueron prohibidos, y los dirigentes comunistas tuvieron que escapar hacia la Unión Soviética para evitar ser arrestados. Al iniciarse la II Guerra Mundial, el 1 de septiembre de 1939, la población del Protectorado fue sumada al esfuerzo industrial armamentista alemán, y fueron creadas oficinas especiales que supervisarían la industria bélica. De esta manera, los checos se convirtieron en una especie de clase obrera cuasi-esclava, y miles fueron enviados a las minas de carbón, y a las industrias de producción de acero, hierro y armas. Algunos fueron enviados a Alemania como empleados domésticos. 

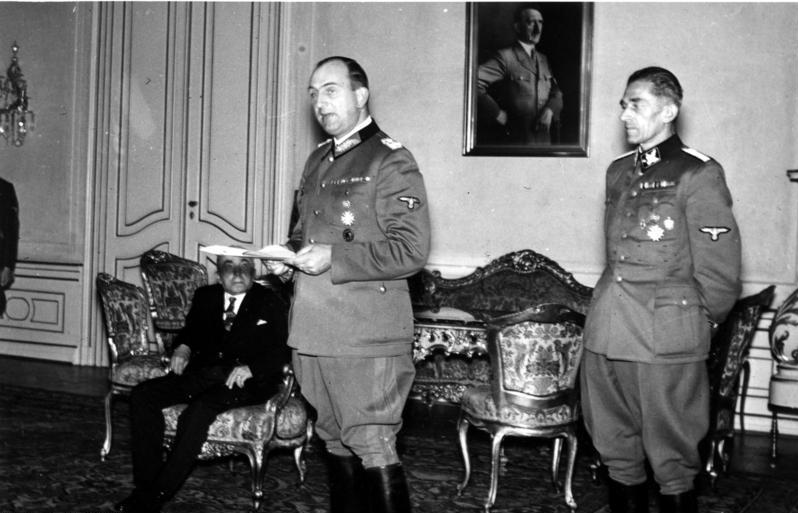
El presidente Hácha, sentado, escucha al protector Daluege, septiembre de 1942.

La ocupación alemana fue moderada inicialmente, ya que la mayoría de las instituciones oficiales checas continuaron controlando los asuntos internos, gracias a la intervención de Emil Hácha. Las actividades de la Gestapo se concentraron inicialmente contra los políticos checos, pero las manifestaciones checas en contra de la ocupación el 28 de octubre de 1939 cambiaron la actitud de los alemanes. La muerte el 15 de noviembre de un estudiante de medicina llamado Jan Opletal, incrementó el número de protestas, propiciando la severa respuesta del Tercer Reich. Unos 1800 estudiantes y maestros fueron arrestados, y el 17 de noviembre las universidades y colegios técnicos fueron cerrados, además, nueve líderes estudiantiles fueron ejecutados y cientos de checos fueron enviados a campos de concentración en Alemania. La educación secundaria quedó severamente restringida a la capacitación en ocupaciones manuales para los checos, estimulando así que la juventud se dedicase sólo a las funciones útiles para la maquinaria de guerra nazi.

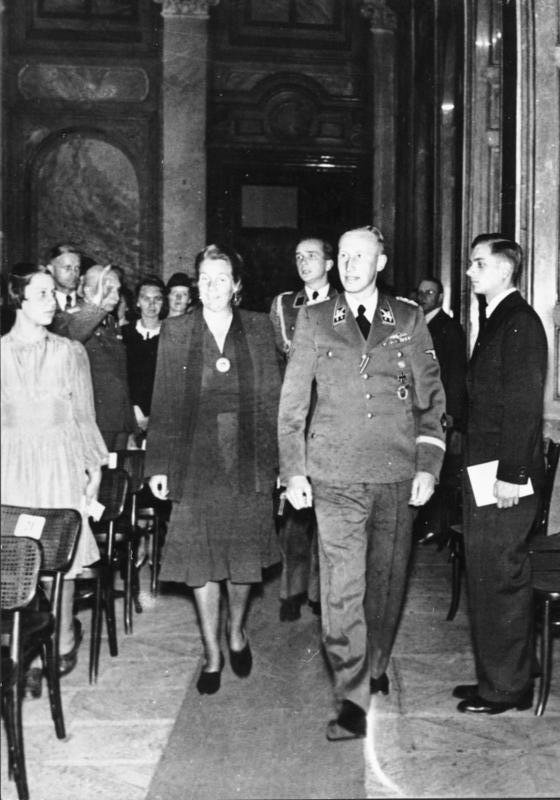
Heydrich y su esposa en el Palacio Waldstein de Praga, con motivo de la Semana de la Música (26 de mayo de 1942).

En el año 1941 Reinhard Heydrich fue nombrado Reichsprotektor de Bohemia y Moravia, para sustituir a Konstantin von Neurath (considerado «demasiado benévolo hacia los checos», según Hitler).[cita requerida] La llegada de Heydrich significó de inmediato una mayor severidad en la represión alemana. Por órdenes de Heydrich, el primer ministro Alois Eliáš fue arrestado y posteriormente ejecutado, al aumentar las actividades de resistencia y sabotaje por parte de los checos. El gobierno colaboracionista fue reorganizado, y todas las organizaciones culturales y deportivas checas fueron prohibidas. Se inició la deportación de los judíos a los campos de concentración, y el pueblo de Terezín fue convertido en un gueto temporal (véase campo de concentración de Theresienstadt) para el transporte de las familias judías.
El 4 de junio de 1942, Heydrich, apodado El Carnicero de Praga por su incesante y brutal actividad represiva, murió debido a heridas recibidas durante la Operación Antropoide, acción militar selectiva ejecutada por la resistencia checa.
El sucesor de Heydrich, el coronel general Kurt Daluege, ordenó arrestos y ejecuciones masivas como represalia, así como la destrucción de las aldeas de Lídice y Ležáky, tras una denuncia anónima según la cual los asesinos de Heydrich se habían ocultado cerca de estas localidades. En 1943, bajo la autoridad de Karl Hermann Frank, Ministro de Estado de Bohemia y Moravia, unos 30 000 obreros checos fueron despachados a Alemania, ya que la escasez de mano de obra industrial en el país había alcanzado niveles críticos. En el Protectorado, toda industria que no estuviera ligada a la guerra fue prohibida, mientras las actividades económicas que aún se permitían estaban dirigidas y controladas estrictamente por los alemanes, debiendo los checos justificar la utilidad bélica de sus actividades para no ser deportados a Alemania en calidad de trabajadores forzados. El suministro de alimentos para checos y judíos quedó más limitado a partir de 1944, aunque los jefes nazis se esforzaron en evitar tal situación para los alemanes étnicos del Protectorado (que sumaban casi el 10% de la población).
Durante la ocupación alemana se cree que murieron asesinados entre 36 000 y 55 000 checos. La población judía de Bohemia y Moravia, unos 118 000 según el censo de 1930, fue desterrada casi en su totalidad. Aunque muchos[¿cuántos?] de ellos escaparon al iniciarse la ocupación, unos 70 000 fueron recluidos en Terezín (Theresienstadt) antes de ser enviados a campos de concentración, sobreviviendo 8000. Muchos[¿cuántos?] judíos se mantuvieron escondidos en el Protectorado hasta el final de la guerra.

## Fin del Protectorado
Aun cuando el Ejército Rojo había penetrado en Eslovaquia a inicios de noviembre de 1944, las tropas soviéticas no empezaron a avanzar ampliamente por el país sino poco después de terminada la Ofensiva del Lago Balatón, la cual concluyó con una seria derrota de la Wehrmacht y que permitió a los soviéticos avanzar desde Hungría hacia el antiguo territorio checoslovaco.
La posterior ofensiva del Vístula-Óder abarcó solamente el territorio de Polonia, mientras la ofensiva soviética sobre Viena rodeó al Protectorado por el sur, sin penetrar en suelo checo. De hecho, las primeras fuerzas aliadas que penetraron en el Protectorado a mediados de abril de 1945 fueron batallones del Tercer Ejército de los Estados Unidos, liderado por el general George S. Patton, que se internaron en la región más occidental de Bohemia y tomaron sus principales localidades (Pilsen, Ústí nad Labem y Karlovy Vary). Los soviéticos ocupaban mientras tanto las zonas orientales de Moravia a fines de abril de 1945 (tomando Olomouc, Ostrava, Brno, y Zlín), mientras los nazis aún controlaban el sector central que incluía Praga.
Una orden del gobierno de Harry S. Truman prohibió que las fuerzas estadounidenses avanzaran hacia Praga, ante el riesgo de sobreextender las líneas y para evitar una pugna con la URSS (cuyas fuerzas ocupaban ya casi dos tercios de Checoslovaquia). Aun cuando las autoridades nazis mantuvieron su represión violenta hasta los últimos días de abril, el desenlace era muy predecible al conocerse en el Protectorado sobre el suicidio de Hitler y el fin de la batalla de Berlín. Ante ello la resistencia checa planeó tomar por sí misma la ciudad antes que llegara el Ejército Rojo, considerando acertadamente que las fuerzas nazis (a diferencia de lo ocurrido en el Alzamiento de Varsovia) no podrían pedir refuerzos, desencadenando la batalla de Praga el 5 de mayo de 1945, este combate concluyó seis días después con la derrota final alemana y la desaparición del Protectorado.